# Чизмаши (роман)
Чизмаши су роман српског писца Драгослава Михаиловића. Објављен је 1983. у издању Српске књижевне задруге.

## О аутору
Драгослав Михаиловић рођен је 1930. године у Ћуприји. Студирао је на Филозофском факултету у Београду, на Групи за југословенску књижевност и српскохрватски језик. Факултет је завршио 1957. године.
Добитник је многих награда: Октобарску награду Града Београда, Андрићеву награду, Нинову награду критике, Награду Народне библиотеке Србије за најчитанију књигу године, Кочићеву награду за животно дело, "Рачанску повељу" за целокупно књижевно дело, Виталову награду, и многе друге. За дописног члана Српске академије наука и уметности изабран је 1981, а за редовног 1989. године.

## О књизи
Чизмаши су књига у којој је аутор приказао Жику Курјака од детињства у рударском завичају, преко војничких дана, до тешке депресије, затвора и велеградске луднице. Живојин Станимировић је млади рудар који је у детињству добио надимак Жика Курјак, јер је свом другару Момчилу у тучи одгризао део увета. Преко огласа у Политици сазнаје да се траже нови регрути за официрску школу и тада почиње прича о његовом војничком животу.
Чизмаши су и роман о војсци и војницима. Главни јунак и наратор Жика Курјак је нижи официр старе југословенске војске и он приповеда своју трагикомичну животну причу. Књига је потресна прича о трагици једне судбине и, посредно, пропасти једне државе у бурном историјском времену између два светска рата. Приказана је криза једне каријере и трагични суноврат једног живота. Поред судбине главног јунака, напоредо је испричана и судбина неколицине ликова. Први међу њима је лик артиљеријског пуковника, Чиче-Миљковића који је оличење српског официра старог кова. Његовим ликом Михајловић је представио посрнуће и пропаст тежњи и националних идеала целог једног јуначког нараштаја.

## Награде
Роман Чизмаши је 1983. добио Нинову награду, а 1984. Чизмаши су били најчитанија књига према традиционалној анкети Народне библиотеке Србије.

## Издања
Чизмаши је први пут објављен 1983. године у издању "Српске књижевне задруге". Следећа издања су објављивана: 1984. (БИГЗ, СКЗ, Просвета); 1986. (БИГЗ, СКЗ и Просвета); 1987. (БИГЗ, СКЗ и Просвета); 1990. (Политика); 2008. (Д. Михаиловић); 2015. (Лагуна).

## Екранизација
Године 2015. Дејан Зечевић је режирао телевизијску серију Чизмаши, док је сценарио адаптирао Ђорђе Милосављевић по истоименом роману Драгослава Михаиловића.